# Kamienica przy placu Wolności 3 w Katowicach
Kamienica przy placu Wolności 3 w Katowicach – kamienica mieszkalno-usługowa, położona przy placu Wolności 3 (róg z ulicą Sokolską) w Katowicach, w zachodniej części dzielnicy Śródmieście. 
Wzniesiono ją w latach 80. XX wieku w narożu Karlstrasse i Wilhelmsplatz (odpowiednio ulica Sokolska i plac Wolności). Była ona na początku częścią kompleksu browarnianego, którego właścicielem był Julius Kuźnicki. Około 1883 roku został otwarty Kattowizer Dampfbrauerei (z niem. Katowicki Browar Parowy) okalający tę oraz sąsiednią kamienicę pod nr. 4. Od 1892 roku w kamienicy działała drukarnia akcydensowa Zygfryda Perlsa, który miał pochodzenie żydowskie. W 1933 roku sprzedał swój zakład Ottonowi Perlsowi, a w 1939 roku uciekł przed Niemcami. 
Na początku XX wieku kamienica została przebudowana.
W 1935 roku właścicielem kamienicy była Firma domów. W tym czasie działała tutaj drukarnia Ottona Perlsa, a także mieszkały osoby różnej profesji.
W lipcu 2023 roku w systemie REGON było zarejestrowanych 13 aktywnych podmiotów gospodarczych z siedzibą przy placu Wolności 3, w tym m.in.: kancelaria radcy prawnego, zakład zegarmistrzowski, gabinety stomatologiczne, sklep spożywczy, biuro projektowe czy szkoła pole dance.
Powierzchnia zabudowy kamienicy wynosi 483 m². Liczy 5 kondygnacji nadziemnych i 1 podziemną. Jest ona wpisana do gminnej ewidencji zabytków miasta Katowice.